# Сава Дамјановић
Сава Дамјановић (Дрвар, 27. јануар 1928 — Зрењанин, 27. септембар 2019) био је југословенски и српски глумац.

## Биографија и каријера
Рођен је 27. јануара 1928. године у Дрвару. Остварио је улоге у филмовима Зазидани, Низводно од сунца као Тадија Бакић, Сутјеска као командир 4. црногорске бригаде, Широко је лишће и ТВ серијама Осма офанзива као Саво Шкоро и Поп Ћира и поп Спира као Пера кабаничар. Глумио је у Зрењанинском позоришту, радио као драмски уметник од 1951. године, до пензионисања, а и након одласка у пензију појављивао се на Драмској сцени и у представама. Упамћен је по улогама у минијатурама (Па изволʼте у Сакуле, 1971) и великим ролама — Николетина (Доживљаји Николетине Бурсаћа, 1958), Данило Лисичић (Ја, Данило, 1964), Мане (Зона Замфирова, 1964), Вилхем Сајлер (Командант Сајлер, 1967), Горчин (Пелиново, 1975) и другим.
Поред бравура на сцени позоришта Тоша Јовановић, Дамјановић је био и његов дугогодишњи управник, у два мандата 1968—1968 и 1970—1978.
Дамјановић је за свој рад вишеструко награђиван бројним признањима.
На великој сцени зрењанинског позоришта 19. јуна 2015. године одржана је премијера филма и представљање књиге Живот у магији глуме — Витез сцене за сва времена, о Сави Дамјановићу.

## Улоге
| Год.  | Назив                | Улога          |
| ----- | -------------------- | -------------- |
| 1969. | Зазидани             |                |
| 1969. | Низводно од сунца    | Тадија Бакић   |
| 1973. | Сутјеска             | Вако Ђуровић   |
| 1979. | Осма офанзива        | Саво Шкоро     |
| 1981. | Широко је лишће      |                |
| 1982. | Поп Ћира и поп Спира | Пера кабаничар |